# Herman Philipse
Herman Philipse (né le 13 mai 1951) est un professeur de philosophie à l'Université d'Utrecht aux Pays-Bas. Il a enseigné à l'Université de Leyde de 1986 à 2003, où il a obtenu son doctorat en 1983. Il est connu au titre des nombreux ouvrages qu'il a rédigés.

## Travail
Herman Philipse a écrit de nombreux ouvrages philosophiques en néerlandais, y compris des livres sur la  logique de Husserl, le rôle de la certitude dans la théorie morale de Descartes et un Atheïstisch manifest (Manifeste athée) largement diffusé (1995, 2004),. En anglais, il a écrit plus d'une douzaine d'articles dans des revues philosophiques, ainsi qu'une évaluation détaillée de Martin Heidegger, La philosophie de l'être de Heidegger: une interprétation critique. Il a également écrit de nombreux commentaires pour des journaux néerlandais (le plus souvent en tant que contributeur régulier au NRC Handelsblad) et des programmes télévisés d'actualité, défendant l'athéisme et préconisant l'assimilation culturelle des immigrants non européens aux Pays-Bas.
Dans son travail philosophique, il défend un naturalisme non réductionniste, semblable à celui de Gilbert Ryle, Peter Strawson et PMS Hacker. Plus généralement, Herman Philipse défend fermement les valeurs des Lumières : soutien aux sciences naturelles et au libéralisme politique.
En 2012, il a publié God in the Age of Science?: A Critique of Religious Reason.